# Va'a-o-Fonoti
Va'a-o-Fonoti is een district in Samoa op het eiland Upolu.
Va'a-o-Fonoti telt 1666 inwoners op een oppervlakte van 38 km².